# Prästgården, Söderhamn

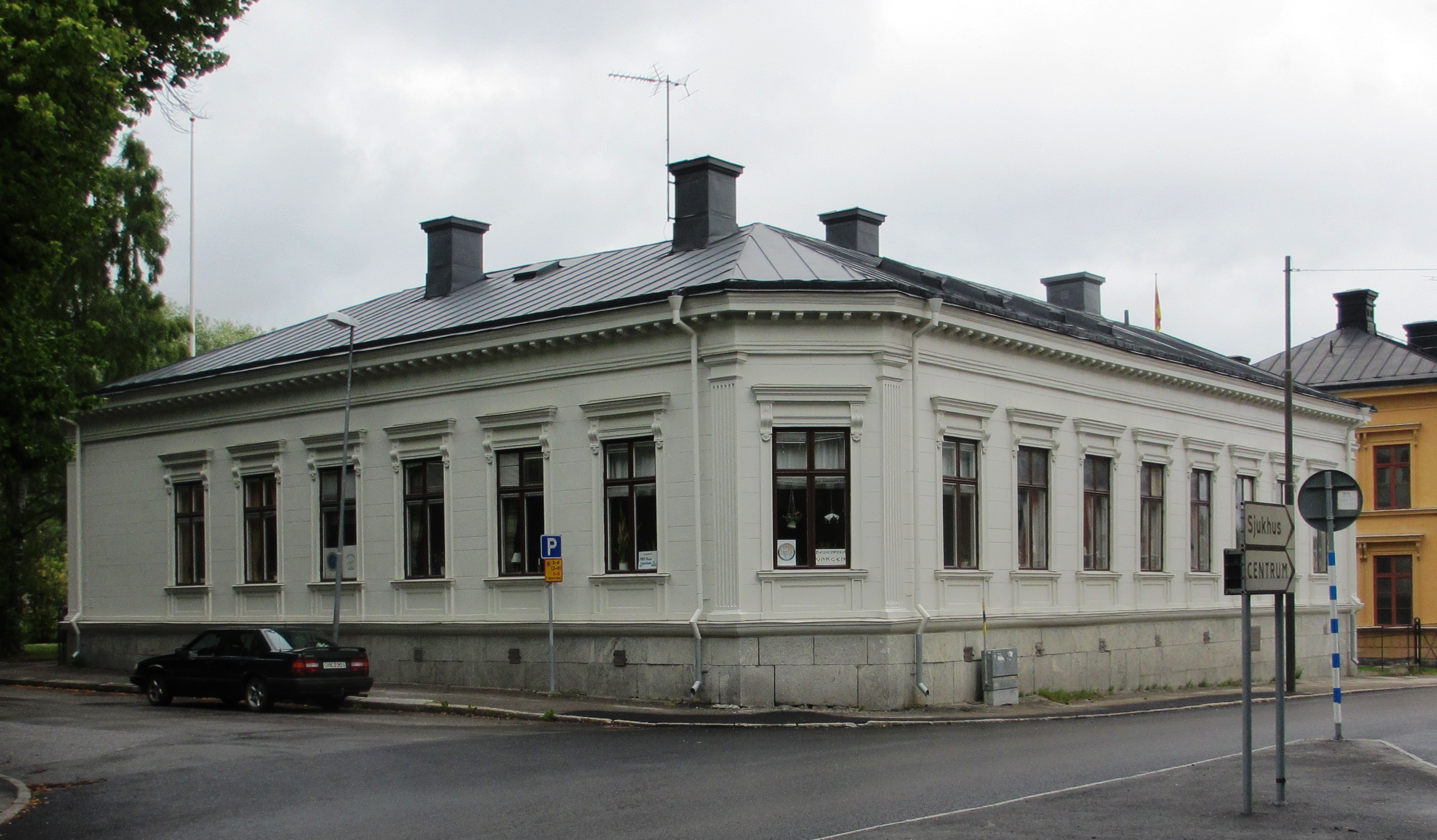
Prästgården i Söderhamn.

Prästgården är en före detta prästgård i kvarteret Vargen i Söderhamn.
Prästgården uppfördes 1879 av Söderhamns församling som kyrkoherdebostad efter ritningar av C. Dahlgren. Den är vinkelbyggd med ett mindre brygghus i kvarterets inre. Bostadshuset har rappade fasader i nyrenässansstil och är ett exempel på den småskaliga, men påkostade bebyggelse tillkom i staden efter stadsbranden 1876. Interiört har den blivit ombyggd flera gånger, men viss ursprunglig fast inredning finns bevarad. Sedan 2021 är Prästgården ett hotell med en restaurang (prastgardensoderhamn.se).